# Список глав Беларуси

Штандарт президента Беларуси

Список глав Беларуси включает лиц, возглавлявших Беларусь независимо от наименования должности, включая глав суверенных национальной Белорусской Народной Республики и Советской Беларуси, союзной республики СССР и независимого государства.
В настоящее время главой государства является Президент Республики Беларусь (бел. Прэзідэнт Рэспублікі Беларусь). Согласно действующей редакции конституции, президент избирается всенародным голосованием на 5 лет с правом однократного переизбрания. В случае вакантности поста обязанности президента исполняет председатель Совета Республики.
Использованная в первом столбце таблиц нумерация является условной; также условным является использование в первом столбце цветовой заливки, служащей для упрощения восприятия принадлежности лиц к различным политическим силам без необходимости обращения к столбцу, отражающему партийную принадлежность. Наряду с партийной принадлежностью, в столбце «Партия» также отражён беспартийный статус персоналий. В столбце «Выборы» отражены состоявшиеся выборные процедуры или иные основания получения полномочий. Для удобства список разделён на принятые в историографии периоды истории страны. Приведённые в преамбулах к каждому из разделов описания этих периодов призваны пояснить особенности её политической жизни.

## Белорусская Народная Республика (1918)
В декабре 1917 года на проходившем в Минске I Всебелорусском съезде, созванном Великой белорусской радой (ВБР), была выдвинута идея о создании национального государства белорусов. ВБР также призывала бороться с советской властью, установленной после Октябрьской революции в Минске, Восточной и Центральной Беларуси, и потребовала для Беларуси автономии в рамках Российской республики. Руководство Областного исполнительного комитета Западной области и фронта разогнало съезд. К февралю 1918 года в ходе операции «Фаустшлаг» германскими войсками была оккупирована большая часть Беларуси, советские войска отступили из Минска. 21 февраля Исполнительный комитет Рады Всебелорусского съезда объявил себя временной властью на всей территории оккупированной Беларуси, 9 марта провозгласил создание Белорусской Народной Республики (бел. Беларуская Народная Рэспубліка; БНР), 25 марта объявил о государственной независимости республики (не признано Германией), 11 октября ратифицировал Временную конституцию. Однако после поражения Германии в Первой мировой войне советские войска начали отвоёвывать территорию Беларуси и 10 декабря разогнали Раду БНР. 13 декабря 1919 года в Минске, находившемся под польской оккупацией, Рада была восстановлена, но 11 июля 1920 года вновь разогнана Красной Армией, вступившей в город. С тех пор Рада функционирует как «правительство в изгнании».
|        | Портрет | Имя (годы жизни)                                                   | Полномочия    | Полномочия      | Партия                                    | Наименование должности                                                                              | Пр.   |
| Начало | Портрет | Имя (годы жизни)                                                   | Окончание     |                 | Партия                                    | Наименование должности                                                                              | Пр.   |
| ------ | ------- | ------------------------------------------------------------------ | ------------- | --------------- | ----------------------------------------- | --------------------------------------------------------------------------------------------------- | ----- |
| 1      |         | Иван Никитович Середа (1879—после 1943) бел. Іван Мікітавіч Серада | 25 марта 1918 | 14 мая 1918     | Белорусская социалистическая грамада      | Председатель Рады Белорусской Народной Республики бел. Старшыня Рады Беларускай Народнай Рэспублікі | [ 3 ] |
| 2      |         | Иосиф Юрьевич Лёсик (1883—1940) бел. Язэп Юр’евіч Лёсік            | 14 мая 1918   | 10 декабря 1918 | Белорусская социал-демократическая партия | Председатель Рады Белорусской Народной Республики бел. Старшыня Рады Беларускай Народнай Рэспублікі | [ 4 ] |

## Социалистическая Советская Республика Белоруссии (1919—1922)
На VI Северо-Западной областной конференции РКП(б), проходившей 30—31 декабря 1918 года в Смоленске, в соответствии с Декларацией прав народов России от 2 (15) ноября 1917 года было принято решение о создании советской белорусской республики. 1 января 1919 года Временное революционное рабоче-крестьянское правительство обнародовало Манифест о провозглашении Социалистической Советской Республики Белоруссии (бел. Сацыялістычная Савецкая Рэспубліка Беларусі) в составе РСФСР со столицей в Минске, 31 января республика вышла из Советской России. Однако уже 27 февраля ЦК РКП(б) объявило о слиянии Беларуси и Литвы в Литовско-Белорусскую ССР. К 1 сентября большую часть Беларуси заняли польские войска, правительство бежало в Смоленск. После освобождения Минска советскими войсками 31 июля 1920 года вновь была принята декларация о создании суверенной Советской Беларуси. По итогам советско-польской войны территория Западной Беларуси отошла Польше. 29 декабря 1922 года Беларусь подписала с советскими Россией, Украиной и Закавказьем договор о создании Союза Советских Социалистических Республик, который вступил в силу на следующий день.
|                                                                                  | Портрет         | Имя (годы жизни)                                                             | Полномочия      | Полномочия | Партия                                           | Наименование должности | Пр.           |
| Начало                                                                           | Портрет         | Имя (годы жизни)                                                             | Окончание       | | Партия                                           | Наименование должности | Пр.           |
| -------------------------------------------------------------------------------- | --------------- | ---------------------------------------------------------------------------- | --------------- | --- | ------------------------------------------------ | --- | ------------- |
| 1                                                                                |                 | Дмитрий Фёдорович Жилунович (1887—1937) бел. Зміцер Хведаравіч Жылуновіч     | 1 января 1919   | 3 февраля 1919 | Коммунистическая партия (большевиков) Белоруссии | Председатель Временного рабоче-крестьянского советского правительства Белоруссии бел. Старшыня Часоваго работнiча-селянскаго правiцяльства Беларусі                                  | [ 7 ] [ 8 ]   |
| 2                                                                                |                 | Александр Фёдорович Мясников (1886—1925) бел. Аляксандр Фёдаравіч Мяснікоў   | 5 февраля 1919  | 27 февраля 1919 | Коммунистическая партия (большевиков) Белоруссии | Председатель Центрального исполнительного комитета Белоруссии бел. Старшыня Цэнтральнага Выканаўчага Камітэта Беларусі                                                               | [ 9 ] [ 10 ]  |
| С 27 февраля 1919 года по 31 июля 1920 года — в составе Литовско-Белорусской ССР |                 |                                                                              |                 | |                                                  | |               |
| 3 (I—IV)                                                                         |                 | Александр Григорьевич Червяков (1892—1937) бел. Аляксандр Рыгоравіч Чарвякоў | 31 июля 1920    | 18 декабря 1920 | Коммунистическая партия (большевиков) Белоруссии | Председатель Военно-революционного комитета Социалистической Советской Республики Белоруссии бел. Старшыня Ваенна-рэвалюцыйнага камітэта Сацыялістычнай Савецкай Рэспублікі Беларусі | [ 11 ] [ 12 ] |
| 3 (I—IV)                                                                         | 18 декабря 1920 | Александр Григорьевич Червяков (1892—1937) бел. Аляксандр Рыгоравіч Чарвякоў | 16 декабря 1921 | Председатель Центрального исполнительного комитета Социалистической Советской Республики Белоруссии бел. Старшыня Цэнтральнага Выканаўчага Камітэта Сацыялістычнай Савецкай Рэспублікі Беларусі | Коммунистическая партия (большевиков) Белоруссии | | [ 11 ] [ 12 ] |
| 3 (I—IV)                                                                         | 16 декабря 1921 | Александр Григорьевич Червяков (1892—1937) бел. Аляксандр Рыгоравіч Чарвякоў | 18 декабря 1922 | Председатель Центрального исполнительного комитета Социалистической Советской Республики Белоруссии бел. Старшыня Цэнтральнага Выканаўчага Камітэта Сацыялістычнай Савецкай Рэспублікі Беларусі | Коммунистическая партия (большевиков) Белоруссии | | [ 11 ] [ 12 ] |
| 3 (I—IV)                                                                         | 18 декабря 1922 | Александр Григорьевич Червяков (1892—1937) бел. Аляксандр Рыгоравіч Чарвякоў | 30 декабря 1922 | Председатель Центрального исполнительного комитета Социалистической Советской Республики Белоруссии бел. Старшыня Цэнтральнага Выканаўчага Камітэта Сацыялістычнай Савецкай Рэспублікі Беларусі | Коммунистическая партия (большевиков) Белоруссии | | [ 11 ] [ 12 ] |

## Белорусская ССР (1922—1991) в составе СССР
29 декабря 1922 года Беларусь подписала с советскими Россией, Украиной и Закавказьем договор о создании Союза Советских Социалистических Республик, который вступил в силу на следующий день. В апреле 1927 года была принята белорусская конституция, закрепившая новое название республики — Белорусская Социалистическая Советская Республика (бел. Беларуская Сацыялістычная Савецкая Рэспубліка). 5 декабря 1936 года на чрезвычайном VIII Всесоюзном съезде Советов была принята новая Конституция СССР, в которой, кроме прочего, было отражено новое название Беларуси — Белорусская Советская Социалистическая Республика (бел. Беларуская Савецкая Сацыялістычная Рэспубліка). В феврале 1937 года на XII Всебелорусском съезде Советов была принята конституция республики, согласно которой высшим органом государственной власти в Беларуси стал Верховный Совет, избираемый на 4 года.
В июле 1990 года в условиях демократизации и гласности советской системы КПБ пошла на сотрудничество с оппозицией для обеспечения реального политического и экономического суверенитета и восстановления независимости страны. 27 июля на сессии Верховного Совета Белорусской ССР была принята Декларация о государственном суверенитете. В августе 1991 года ЦК КПБ поддержал действия ГКЧП в Москве, после чего 25 августа Верховный Совет приостановил деятельность партии. В тот же день Совет провозгласил государственную независимость Беларуси.
|                                                    | Портрет                                                                            | Имя (годы жизни)                                                                 | Полномочия      | Полномочия | Партия                                           | Наименование должности | Пр.           |
| Начало                                             | Портрет                                                                            | Имя (годы жизни)                                                                 | Окончание       | | Партия                                           | Наименование должности | Пр.           |
| -------------------------------------------------- | ---------------------------------------------------------------------------------- | -------------------------------------------------------------------------------- | --------------- | --- | ------------------------------------------------ | --- | ------------- |
| 3 (IV—XII)                                         |                                                                                    | Александр Григорьевич Червяков (1892—1937) бел. Аляксандр Рыгоравіч Чарвякоў     | 30 декабря 1922 | 15 января 1924 | Коммунистическая партия (большевиков) Белоруссии | Председатель Центрального исполнительного комитета Социалистической Советской Республики Белоруссии бел. Старшыня Цэнтральнага Выканаўчага Камітэта Сацыялістычнай Савецкай Рэспублікі Беларусі                                                | [ 11 ] [ 12 ] |
| 3 (IV—XII)                                         | 15 января 1924                                                                     | Александр Григорьевич Червяков (1892—1937) бел. Аляксандр Рыгоравіч Чарвякоў     | 16 марта 1924   | | Коммунистическая партия (большевиков) Белоруссии | Председатель Центрального исполнительного комитета Социалистической Советской Республики Белоруссии бел. Старшыня Цэнтральнага Выканаўчага Камітэта Сацыялістычнай Савецкай Рэспублікі Беларусі                                                | [ 11 ] [ 12 ] |
| 3 (IV—XII)                                         | 16 марта 1924                                                                      | Александр Григорьевич Червяков (1892—1937) бел. Аляксандр Рыгоравіч Чарвякоў     | 9 мая 1925      | | Коммунистическая партия (большевиков) Белоруссии | Председатель Центрального исполнительного комитета Социалистической Советской Республики Белоруссии бел. Старшыня Цэнтральнага Выканаўчага Камітэта Сацыялістычнай Савецкай Рэспублікі Беларусі                                                | [ 11 ] [ 12 ] |
| 3 (IV—XII)                                         | 9 мая 1925                                                                         | Александр Григорьевич Червяков (1892—1937) бел. Аляксандр Рыгоравіч Чарвякоў     | 11 апреля 1927  | | Коммунистическая партия (большевиков) Белоруссии | Председатель Центрального исполнительного комитета Социалистической Советской Республики Белоруссии бел. Старшыня Цэнтральнага Выканаўчага Камітэта Сацыялістычнай Савецкай Рэспублікі Беларусі                                                | [ 11 ] [ 12 ] |
| 3 (IV—XII)                                         | 11 апреля 1927                                                                     | Александр Григорьевич Червяков (1892—1937) бел. Аляксандр Рыгоравіч Чарвякоў     | 15 мая 1929     | Председатель Центрального исполнительного комитета Белорусской Социалистической Советской Республики бел. Старшыня Цэнтральнага Выканаўчага Камітэта Беларускай Сацыялістычнай Савецкай Рэспублікі | Коммунистическая партия (большевиков) Белоруссии | | [ 11 ] [ 12 ] |
| 3 (IV—XII)                                         | 15 мая 1929                                                                        | Александр Григорьевич Червяков (1892—1937) бел. Аляксандр Рыгоравіч Чарвякоў     | 28 февраля 1931 | Председатель Центрального исполнительного комитета Белорусской Социалистической Советской Республики бел. Старшыня Цэнтральнага Выканаўчага Камітэта Беларускай Сацыялістычнай Савецкай Рэспублікі | Коммунистическая партия (большевиков) Белоруссии | | [ 11 ] [ 12 ] |
| 3 (IV—XII)                                         | 28 февраля 1931                                                                    | Александр Григорьевич Червяков (1892—1937) бел. Аляксандр Рыгоравіч Чарвякоў     | 23 января 1935  | Председатель Центрального исполнительного комитета Белорусской Социалистической Советской Республики бел. Старшыня Цэнтральнага Выканаўчага Камітэта Беларускай Сацыялістычнай Савецкай Рэспублікі | Коммунистическая партия (большевиков) Белоруссии | | [ 11 ] [ 12 ] |
| 3 (IV—XII)                                         | 23 января 1935                                                                     | Александр Григорьевич Червяков (1892—1937) бел. Аляксандр Рыгоравіч Чарвякоў     | 5 декабря 1936  | Председатель Центрального исполнительного комитета Белорусской Социалистической Советской Республики бел. Старшыня Цэнтральнага Выканаўчага Камітэта Беларускай Сацыялістычнай Савецкай Рэспублікі | Коммунистическая партия (большевиков) Белоруссии | | [ 11 ] [ 12 ] |
| 3 (IV—XII)                                         | 5 декабря 1936                                                                     | Александр Григорьевич Червяков (1892—1937) бел. Аляксандр Рыгоравіч Чарвякоў     | 19 февраля 1937 | Председатель Центрального исполнительного комитета Белорусской Советской Социалистической Республики бел. Старшыня Цэнтральнага Выканаўчага Камітэта Беларускай Савецкай Сацыялістычнай Рэспублікі | Коммунистическая партия (большевиков) Белоруссии | | [ 11 ] [ 12 ] |
| 3 (IV—XII)                                         | 19 февраля 1937                                                                    | Александр Григорьевич Червяков (1892—1937) бел. Аляксандр Рыгоравіч Чарвякоў     | 16 июня 1937    | Председатель Центрального исполнительного комитета Белорусской Советской Социалистической Республики бел. Старшыня Цэнтральнага Выканаўчага Камітэта Беларускай Савецкай Сацыялістычнай Рэспублікі | Коммунистическая партия (большевиков) Белоруссии | | [ 11 ] [ 12 ] |
| С 16 июня по 7 июля 1937 года — должность вакантна |                                                                                    |                                                                                  |                 | |                                                  | |               |
| 4                                                  |                                                                                    | Михаил Иосифович Стакун (1893—1943) бел. Міхаіл Восіпавіч Стакун                 | 7 июля 1937     | 13 ноября 1937 | Коммунистическая партия (большевиков) Белоруссии | Председатель Центрального исполнительного комитета Белорусской Советской Социалистической Республики бел. Старшыня Цэнтральнага Выканаўчага Камітэта Беларускай Савецкай Сацыялістычнай Рэспублікі                                             | [ 15 ]        |
| и. о.                                              |                                                                                    | Никифор Яковлевич Наталевич (1900—1964) бел. Нікіфор Якаўлевіч Наталевіч         | 13 ноября 1937  | 25 июля 1938 | Коммунистическая партия (большевиков) Белоруссии | Исполняющий обязанности Председателя Центрального исполнительного комитета Белорусской Советской Социалистической Республики бел. Выконваючы абавязкі Старшыні Цэнтральнага Выканаўчага Камітэта Беларускай Савецкай Сацыялістычнай Рэспублікі | [ 16 ]        |
| 5 (I—II)                                           | 27 июля 1938                                                                       | Никифор Яковлевич Наталевич (1900—1964) бел. Нікіфор Якаўлевіч Наталевіч         | 14 марта 1947   | Председатель Президиума Верховного Совета Белорусской Советской Социалистической Республики бел. Старшыня Прэзідыума Вярхоўнага Савета Беларускай Савецкай Сацыялістычнай Рэспублікі               | Коммунистическая партия (большевиков) Белоруссии | | [ 16 ]        |
| 5 (I—II)                                           | 14 марта 1947                                                                      | Никифор Яковлевич Наталевич (1900—1964) бел. Нікіфор Якаўлевіч Наталевіч         | 17 марта 1948   | Председатель Президиума Верховного Совета Белорусской Советской Социалистической Республики бел. Старшыня Прэзідыума Вярхоўнага Савета Беларускай Савецкай Сацыялістычнай Рэспублікі               | Коммунистическая партия (большевиков) Белоруссии | | [ 16 ]        |
| 6 (I—VI)                                           |                                                                                    | Василий Иванович Козлов (1903—1967) бел. Васілій Іванавіч Казлоў                 | 17 марта 1948   | Председатель Президиума Верховного Совета Белорусской Советской Социалистической Республики бел. Старшыня Прэзідыума Вярхоўнага Савета Беларускай Савецкай Сацыялістычнай Рэспублікі               | Коммунистическая партия (большевиков) Белоруссии | 5 апреля 1951 | [ 17 ]        |
| 6 (I—VI)                                           | 5 апреля 1951                                                                      | Василий Иванович Козлов (1903—1967) бел. Васілій Іванавіч Казлоў                 | 30 марта 1955   | Председатель Президиума Верховного Совета Белорусской Советской Социалистической Республики бел. Старшыня Прэзідыума Вярхоўнага Савета Беларускай Савецкай Сацыялістычнай Рэспублікі               | Коммунистическая партия (большевиков) Белоруссии | | [ 17 ]        |
| 6 (I—VI)                                           | 30 марта 1955                                                                      | Василий Иванович Козлов (1903—1967) бел. Васілій Іванавіч Казлоў                 | 9 апреля 1959   | Председатель Президиума Верховного Совета Белорусской Советской Социалистической Республики бел. Старшыня Прэзідыума Вярхоўнага Савета Беларускай Савецкай Сацыялістычнай Рэспублікі               | Коммунистическая партия Белоруссии               | | [ 17 ]        |
| 6 (I—VI)                                           | 9 апреля 1959                                                                      | Василий Иванович Козлов (1903—1967) бел. Васілій Іванавіч Казлоў                 | 29 марта 1963   | Председатель Президиума Верховного Совета Белорусской Советской Социалистической Республики бел. Старшыня Прэзідыума Вярхоўнага Савета Беларускай Савецкай Сацыялістычнай Рэспублікі               | Коммунистическая партия Белоруссии               | | [ 17 ]        |
| 6 (I—VI)                                           | 29 марта 1963                                                                      | Василий Иванович Козлов (1903—1967) бел. Васілій Іванавіч Казлоў                 | 24 апреля 1967  | Председатель Президиума Верховного Совета Белорусской Советской Социалистической Республики бел. Старшыня Прэзідыума Вярхоўнага Савета Беларускай Савецкай Сацыялістычнай Рэспублікі               | Коммунистическая партия Белоруссии               | | [ 17 ]        |
| 6 (I—VI)                                           | 24 апреля 1967                                                                     | Василий Иванович Козлов (1903—1967) бел. Васілій Іванавіч Казлоў                 | 2 декабря 1967  | Председатель Президиума Верховного Совета Белорусской Советской Социалистической Республики бел. Старшыня Прэзідыума Вярхоўнага Савета Беларускай Савецкай Сацыялістычнай Рэспублікі               | Коммунистическая партия Белоруссии               | | [ 17 ]        |
| и. о.                                              |                                                                                    | Фёдор Анисимович Сурганов (1911—1976) бел. Федар Анісімавіч Сурганаў             | 2 декабря 1967  | 22 января 1968 | Коммунистическая партия Белоруссии               | Заместитель Председателя Президиума Верховного Совета Белорусской Советской Социалистической Республики бел. Намеснік Старшыні Прэзідыума Вярхоўнага Савета Беларускай Савецкай Сацыялістычнай Рэспублікі                                      | [ 18 ]        |
| и. о.                                              | Валентина Алексеевна Клочкова (1924—после 2010) бел. Валянціна Аляксееўна Клачкова |                                                                                  | 2 декабря 1967  | 22 января 1968 | Коммунистическая партия Белоруссии               | Заместитель Председателя Президиума Верховного Совета Белорусской Советской Социалистической Республики бел. Намеснік Старшыні Прэзідыума Вярхоўнага Савета Беларускай Савецкай Сацыялістычнай Рэспублікі                                      |               |
| 7                                                  |                                                                                    | Сергей Осипович Притыцкий (1913—1971) бел. Сяргей Восіпавіч Прытыцкі             | 22 января 1968  | 13 июня 1971 | Коммунистическая партия Белоруссии               | Председатель Президиума Верховного Совета Белорусской Советской Социалистической Республики бел. Старшыня Прэзідыума Вярхоўнага Савета Беларускай Савецкай Сацыялістычнай Рэспублікі                                                           | [ 19 ]        |
| и. о.                                              |                                                                                    | Фёдор Анисимович Сурганов (1911—1976) бел. Федар Анісімавіч Сурганаў             | 13 июня 1971    | 15 июля 1971 | Коммунистическая партия Белоруссии               | Заместитель Председателя Президиума Верховного Совета Белорусской Советской Социалистической Республики бел. Намеснік Старшыні Прэзідыума Вярхоўнага Савета Беларускай Савецкай Сацыялістычнай Рэспублікі                                      | [ 18 ]        |
| и. о.                                              | Валентина Алексеевна Клочкова (1924—после 2010) бел. Валянціна Аляксееўна Клачкова |                                                                                  | 13 июня 1971    | 15 июля 1971 | Коммунистическая партия Белоруссии               | Заместитель Председателя Президиума Верховного Совета Белорусской Советской Социалистической Республики бел. Намеснік Старшыні Прэзідыума Вярхоўнага Савета Беларускай Савецкай Сацыялістычнай Рэспублікі                                      |               |
| и. о.                                              |                                                                                    | Иван Фролович Климов (1903—1991) бел. Іван Фролавіч Клімаў                       | 13 июня 1971    | 15 июля 1971 | Коммунистическая партия Белоруссии               | Заместитель Председателя Президиума Верховного Совета Белорусской Советской Социалистической Республики бел. Намеснік Старшыні Прэзідыума Вярхоўнага Савета Беларускай Савецкай Сацыялістычнай Рэспублікі                                      | [ 20 ]        |
| 8 (I—II)                                           |                                                                                    | Фёдор Анисимович Сурганов (1911—1976) бел. Федар Анісімавіч Сурганаў             | 15 июля 1971    | 25 июля 1975 | Коммунистическая партия Белоруссии               | Председатель Президиума Верховного Совета Белорусской Советской Социалистической Республики бел. Старшыня Прэзідыума Вярхоўнага Савета Беларускай Савецкай Сацыялістычнай Рэспублікі                                                           | [ 18 ]        |
| 8 (I—II)                                           | 25 июля 1975                                                                       | Фёдор Анисимович Сурганов (1911—1976) бел. Федар Анісімавіч Сурганаў             | 26 декабря 1976 | | Коммунистическая партия Белоруссии               | Председатель Президиума Верховного Совета Белорусской Советской Социалистической Республики бел. Старшыня Прэзідыума Вярхоўнага Савета Беларускай Савецкай Сацыялістычнай Рэспублікі                                                           | [ 18 ]        |
| и. о.                                              |                                                                                    | Владимир Елисеевич Лобанок (1907—1984) бел. Уладзімір Елісеевіч Лабанок          | 26 декабря 1976 | 28 февраля 1977 | Коммунистическая партия Белоруссии               | Заместитель Председателя Президиума Верховного Совета Белорусской Советской Социалистической Республики бел. Намеснік Старшыні Прэзідыума Вярхоўнага Савета Беларускай Савецкай Сацыялістычнай Рэспублікі                                      | [ 21 ]        |
| и. о.                                              |                                                                                    | Зинаида Михайловна Бычковская (1941—) бел. Зінаіда Міхайлаўна Бычкоўская         | 26 декабря 1976 | 28 февраля 1977 | Коммунистическая партия Белоруссии               | Заместитель Председателя Президиума Верховного Совета Белорусской Советской Социалистической Республики бел. Намеснік Старшыні Прэзідыума Вярхоўнага Савета Беларускай Савецкай Сацыялістычнай Рэспублікі                                      | [ 22 ]        |
| 9 (I—III)                                          |                                                                                    | Иван Евтеевич Поляков (1914—2004) бел. Іван Яўцеевіч Палякоў                     | 28 февраля 1977 | 14 марта 1980 | Коммунистическая партия Белоруссии               | Председатель Президиума Верховного Совета Белорусской Советской Социалистической Республики бел. Старшыня Прэзідыума Вярхоўнага Савета Беларускай Савецкай Сацыялістычнай Рэспублікі                                                           | [ 23 ]        |
| 9 (I—III)                                          | 14 марта 1980                                                                      | Иван Евтеевич Поляков (1914—2004) бел. Іван Яўцеевіч Палякоў                     | 28 марта 1985   | | Коммунистическая партия Белоруссии               | Председатель Президиума Верховного Совета Белорусской Советской Социалистической Республики бел. Старшыня Прэзідыума Вярхоўнага Савета Беларускай Савецкай Сацыялістычнай Рэспублікі                                                           | [ 23 ]        |
| 9 (I—III)                                          | 28 марта 1985                                                                      | Иван Евтеевич Поляков (1914—2004) бел. Іван Яўцеевіч Палякоў                     | 29 ноября 1985  | | Коммунистическая партия Белоруссии               | Председатель Президиума Верховного Совета Белорусской Советской Социалистической Республики бел. Старшыня Прэзідыума Вярхоўнага Савета Беларускай Савецкай Сацыялістычнай Рэспублікі                                                           | [ 23 ]        |
| 10                                                 |                                                                                    | Георгий Станиславович Таразевич (1937—2003) бел. Георгій Станіслававіч Таразевіч | 29 ноября 1985  | 28 июля 1989 | Коммунистическая партия Белоруссии               | Председатель Президиума Верховного Совета Белорусской Советской Социалистической Республики бел. Старшыня Прэзідыума Вярхоўнага Савета Беларускай Савецкай Сацыялістычнай Рэспублікі                                                           | [ 24 ]        |
| 11 (I—II)                                          |                                                                                    | Николай Иванович Дементей (1930—2018) бел. Мікалай Іванавіч Дземянцей            | 28 июля 1989    | 15 мая 1990 | Коммунистическая партия Белоруссии               | Председатель Президиума Верховного Совета Белорусской Советской Социалистической Республики бел. Старшыня Прэзідыума Вярхоўнага Савета Беларускай Савецкай Сацыялістычнай Рэспублікі                                                           | [ 25 ]        |
| 11 (I—II)                                          | 15 мая 1990                                                                        | Николай Иванович Дементей (1930—2018) бел. Мікалай Іванавіч Дземянцей            | 25 августа 1991 | Председатель Верховного Совета Белорусской Социалистической Советской Республики бел. Старшыня Вярхоўнага Савета Беларускай Сацыялістычнай Савецкай Рэспублікі                                     | Коммунистическая партия Белоруссии               | | [ 25 ]        |

## Республика Беларусь (с 1991)
27 июля 1990 года на сессии Верховного Совета Белорусской ССР была принята Декларация о государственном суверенитете страны. В августе 1991 года ЦК КПБ поддержал действия ГКЧП в Москве, после чего 25 августа Верховный Совет приостановил деятельность партии. В тот же день Совет провозгласил государственную независимость страны, а 19 сентября переименовал её в Республику Беларусь (бел. Рэспубліка Беларусь). В июле 1994 года в Беларуси прошли выборы, на которых президентом избран Александр Григорьевич Лукашенко.
|            | Портрет          | Имя (годы жизни)                                                                   | Полномочия       | Полномочия       | Партия       | Выборы | Наименование должности | Пр.           |
| Начало     | Портрет          | Имя (годы жизни)                                                                   | Окончание        |                  | Партия       | Выборы | Наименование должности | Пр.           |
| ---------- | ---------------- | ---------------------------------------------------------------------------------- | ---------------- | ---------------- | ------------ | --- | --- | ------------- |
| и. о.      |                  | Станислав Станиславович Шушкевич (1934—2022) бел. Станіслаў Станіслававіч Шушкевіч | 25 августа 1991  | 19 сентября 1991 | беспартийный | [ комм. 12 ] | Первый заместитель Председателя Верховного Совета Белорусской Советской Социалистической Республики бел. Першы намеснік Старшыні Вярхоўнага Савета Беларускай Савецкай Сацыялістычнай Рэспублікі | [ 26 ] [ 27 ] |
| 12 (I—II)  | 18 сентября 1991 | Станислав Станиславович Шушкевич (1934—2022) бел. Станіслаў Станіслававіч Шушкевіч | 19 сентября 1991 | [ комм. 13 ]     | беспартийный | Председатель Верховного Совета Белорусской Советской Социалистической Республики бел. Старшыня Вярхоўнага Савета Беларускай Савецкай Сацыялістычнай Рэспублікі | | [ 26 ] [ 27 ] |
| 12 (I—II)  | 19 сентября 1991 | Станислав Станиславович Шушкевич (1934—2022) бел. Станіслаў Станіслававіч Шушкевіч | 26 января 1994   | [ комм. 13 ]     | беспартийный | Председатель Верховного Совета Республики Беларусь бел. Старшыня Вярхоўнага Савета Рэспублікі Беларусь                                                         | |               |
| и. о.      |                  | Вячеслав Николаевич Кузнецов (1947—) бел. Вячаслаў Мікалаевіч Кузняцоў             | 26 января 1994   | 28 января 1994   | беспартийный | [ комм. 15 ] | Первый заместитель Председателя Верховного Совета Республики Беларусь бел. Першы намеснік Старшыні Вярхоўнага Савета Рэспублікі Беларусь                                                         | [ 28 ]        |
| 13         |                  | Мечислав Иванович Гриб (1938—) бел. Мечыслаў Іванавіч Грыб                         | 28 января 1994   | 20 июля 1994     | беспартийный | [ комм. 16 ] | Председатель Верховного Совета Республики Беларусь бел. Старшыня Вярхоўнага Савета Рэспублікі Беларусь                                                                                           | [ 29 ]        |
| 14 (I—VII) |                  | Александр Григорьевич Лукашенко (1954—) бел. Аляксандр Рыгоравіч Лукашэнка         | 20 июля 1994     | 20 сентября 2001 | беспартийный | 1994 | Президент Республики Беларусь бел. Прэзідэнт Рэспублікі Беларусь | [ 30 ] [ 31 ] |
| 14 (I—VII) | 20 сентября 2001 | Александр Григорьевич Лукашенко (1954—) бел. Аляксандр Рыгоравіч Лукашэнка         | 8 апреля 2006    | 2001             | беспартийный | | Президент Республики Беларусь бел. Прэзідэнт Рэспублікі Беларусь | [ 30 ] [ 31 ] |
| 14 (I—VII) | 8 апреля 2006    | Александр Григорьевич Лукашенко (1954—) бел. Аляксандр Рыгоравіч Лукашэнка         | 21 января 2011   | 2006             | беспартийный | | Президент Республики Беларусь бел. Прэзідэнт Рэспублікі Беларусь | [ 30 ] [ 31 ] |
| 14 (I—VII) | 21 января 2011   | Александр Григорьевич Лукашенко (1954—) бел. Аляксандр Рыгоравіч Лукашэнка         | 6 ноября 2015    | 2010             | беспартийный | | Президент Республики Беларусь бел. Прэзідэнт Рэспублікі Беларусь | [ 30 ] [ 31 ] |
| 14 (I—VII) | 6 ноября 2015    | Александр Григорьевич Лукашенко (1954—) бел. Аляксандр Рыгоравіч Лукашэнка         | 23 сентября 2020 | 2015             | беспартийный | | Президент Республики Беларусь бел. Прэзідэнт Рэспублікі Беларусь | [ 30 ] [ 31 ] |
| 14 (I—VII) | 23 сентября 2020 | Александр Григорьевич Лукашенко (1954—) бел. Аляксандр Рыгоравіч Лукашэнка         | 25 марта 2025    | 2020             | беспартийный | | Президент Республики Беларусь бел. Прэзідэнт Рэспублікі Беларусь | [ 30 ] [ 31 ] |
| 14 (I—VII) | 25 марта 2025    | Александр Григорьевич Лукашенко (1954—) бел. Аляксандр Рыгоравіч Лукашэнка         | действующий      | 2025             | беспартийный | | Президент Республики Беларусь бел. Прэзідэнт Рэспублікі Беларусь | [ 30 ] [ 31 ] |